# 十里店站
十里店站位于中华人民共和国四川省成都市成华区成华大道十里店路与东华一路路口北侧，成都自然博物馆前，是成都地铁8号线的一座地下车站，于2020年12月18日启用。

## 车站结构

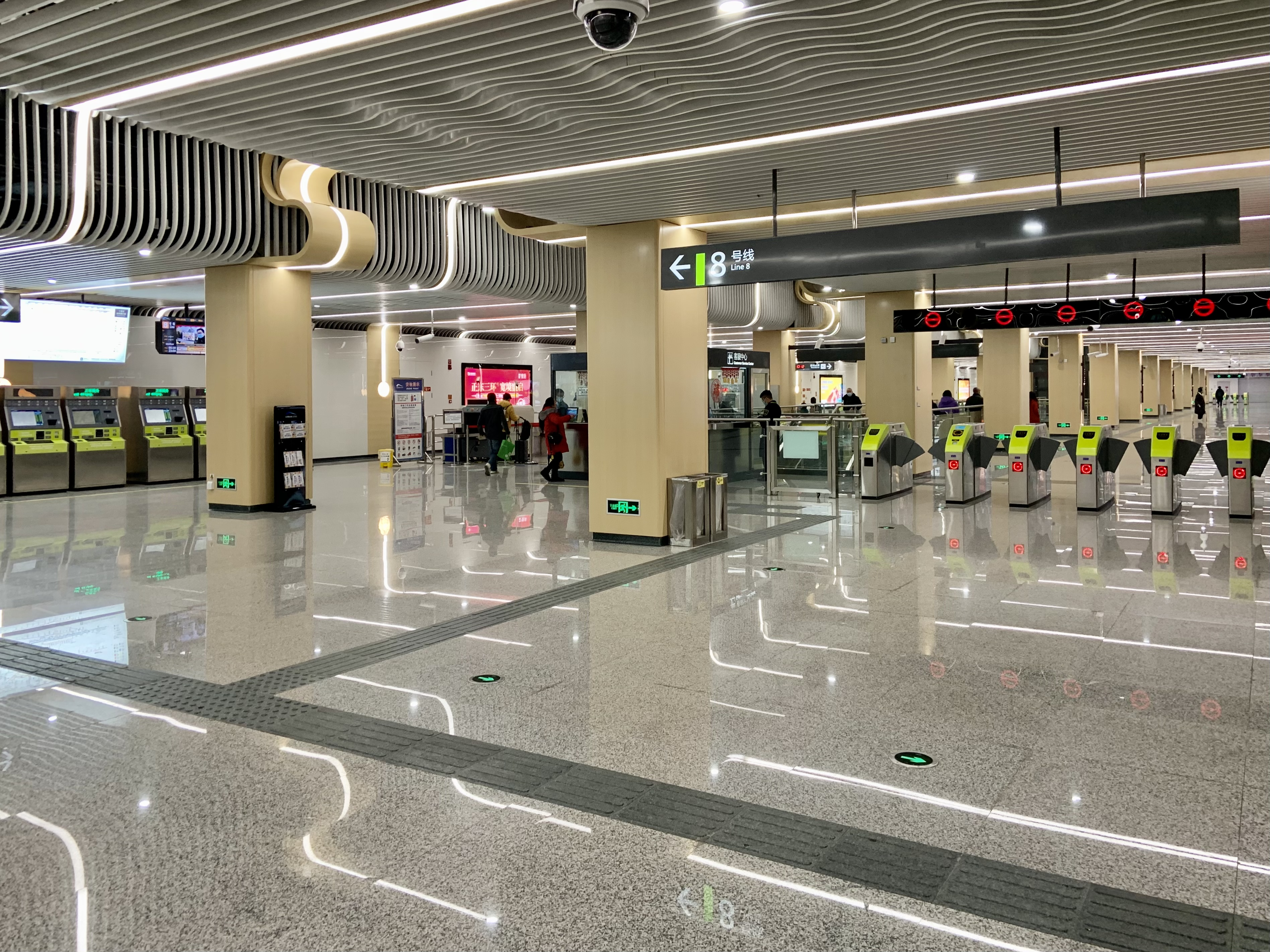
站厅层
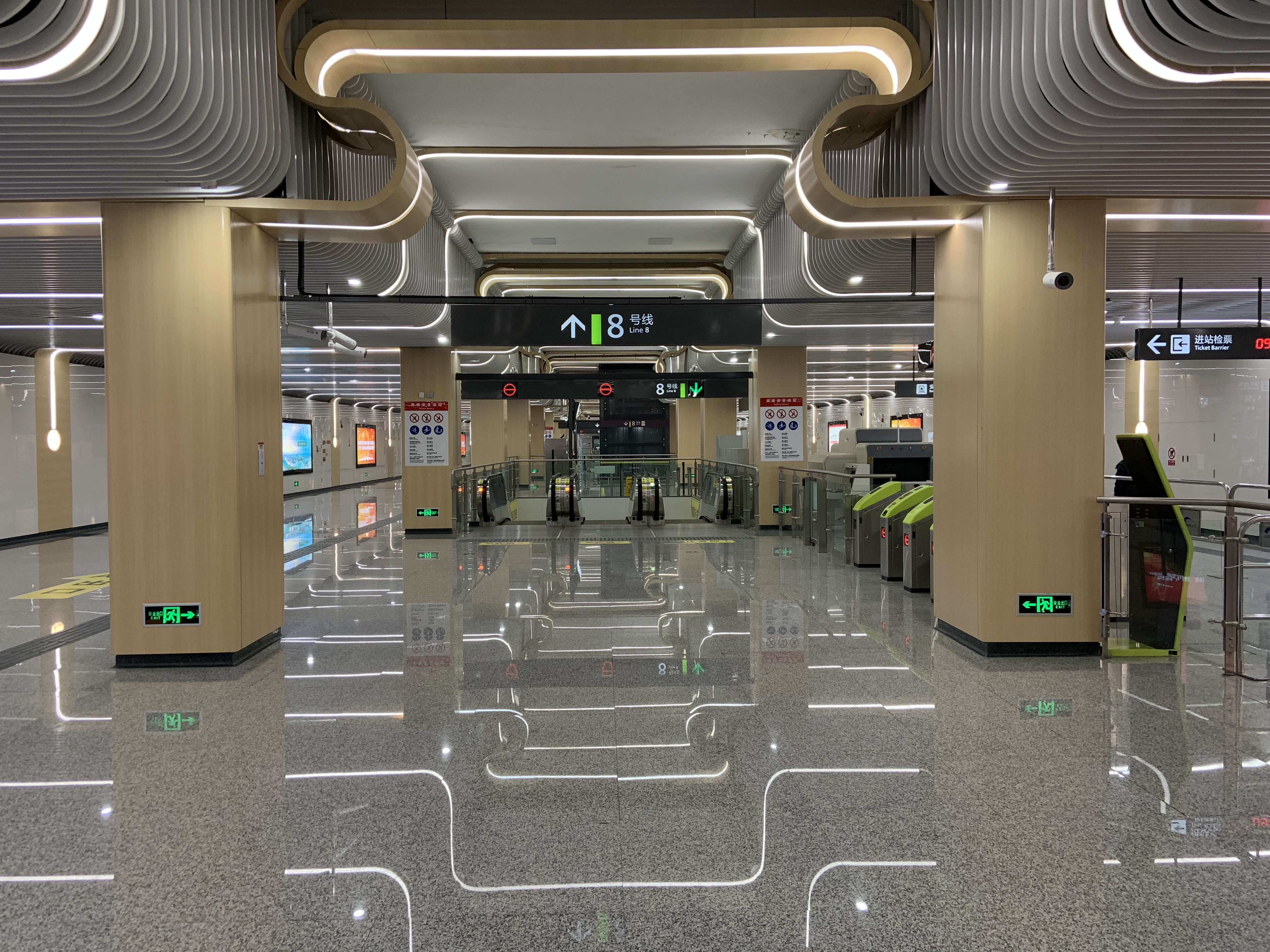
站厅层
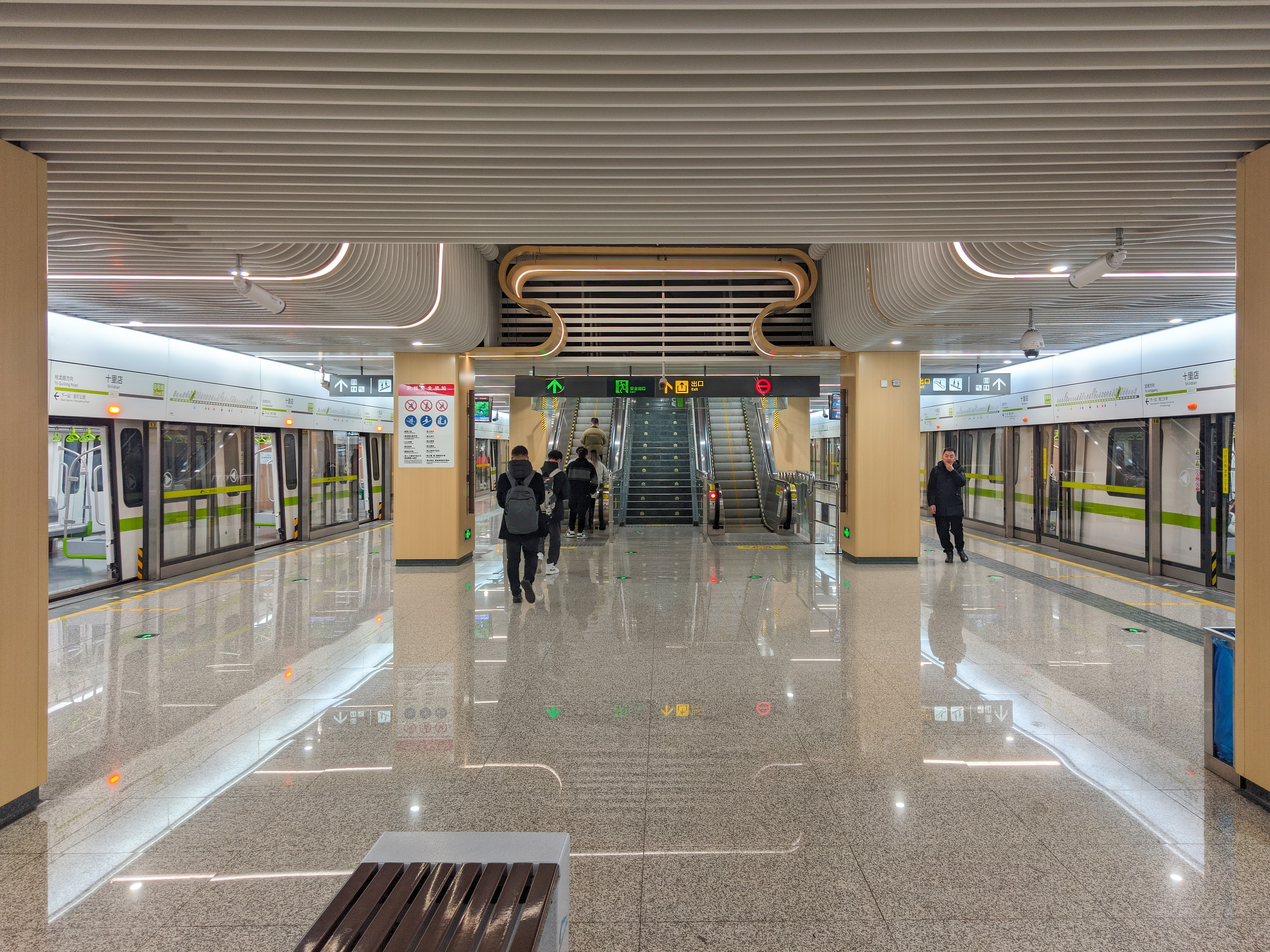
站台层

岛式站台2面2线地下车站。
| 地面                             | ·    | 出口A1/A2/B/C |
| 地下一层                         | 站厅 | 自助购票 客服中心 |
| 地下二层                         | 站台 | \| \| \| 8号线往桂龙路（圣灯公园） \| \| 島式 · 開左邊车门 · 无障碍卫生间 \| \| \| \| \| \| 8号线往龙港（理工大学） \| |
|                                  |      | 8号线往桂龙路（圣灯公园）                                                                                              |
| 島式 · 開左邊车门 · 无障碍卫生间 |      | |
|                                  |      | 8号线往龙港（理工大学）                                                                                                |

- 站厅层
- 站厅层
- 站台层

## 出入口
本站目前开放4个出入口。
|              |                     |                                                              |      |
| 编号         | 设施                | 指示                                                         | 照片 |
|              | 无障碍卫生间 哺乳室 | 成华大道十里店路、东华二路、东华三路、华林三路、圣灯公园     |      |
| 出口 · A · 2 | 无障碍卫生间 哺乳室 | 成华大道十里店路、东华一路、华林三路                         |      |
| 出口 · B     |                     | 成华大道十里店路、二仙桥东三路、成都自然博物馆、成都理工大学 |      |
| 出口 · C     | 无障碍电梯          | 成华大道十里店路                                             |      |